# وادي نصبة
وادي نصبة هو واد في تهامة بلاد بلقرن في محافظة العرضيات من روافد وادي الجوف بتهامة، وعليه قرية نصبة لقبيلة الجوف من آل سليمان بلقرن.